# Китамацуура (полуостров)
Китамацуура (яп. 北松浦半島, きたまつうらはんとう китамацуура-ханто:) — полуостров в Японии, в северо-западной части острова Кюсю, на севере префектуры Нагасаки и западе префектуры Сага. Вытянут с запада на север. Административно принадлежит городу Имари префектуры Сага и городам Мацуура, Хирадо и Сасебо префектуры Нагасаки.